# 128 км (зупинний пункт, Одеська залізниця)
128 км — пасажирський зупинний пункт Херсонської дирекції Одеської залізниці на лінії Снігурівка — 51 км, розташований між зупинним пунктом Зірка (7 км) та станцією Братолюбівка (9 км).
Зупинний пункт розташований поблизу села Старолук'янівка Горностаївського району Херсонської області.